# Чорногорсько-турецька війна (1876—1878)
Чорногорсько-турецька війна (1876—1878) (серб. Црногорско-турски рат [1876—1878]) — війна Сербії та Чорногорії за повну незалежність від Османської імперії.

## Передумови
У 1875 року у Герцеговині спалахнуло повстання проти османського панування. Згодом воно перекинулось на Боснію. Сербія надавала широку підтримку повстанцям.
Влітку 1876 року князь Мілан Обренович, домовившись з князем Чорногорії Ніколою Петровичем, вирішив розпочати війну з Османською імперією.
28 червня 1876 року, на Відовдан, Сербія оголосила війну Османській імперії. Мілан Обренович сподівався на загальнобалканське повстання проти османів. Але Болгарія після жорстокого придушення повстання 1875 року не виступила проти османів. Греція та Румунія також утримались від бойових дій. Всі сили османів були спрямовані проти Сербії та Чорногорії.

## Хід війни
Головні сили чорногорської армії (12—16 тис. чоловік), якими командував князь Нікола Петрович, були зосереджені на кордоні з Герцеговиною, а армія чисельністю 10—11 тис. чоловік під командуванням воєводи Байо Бошковича була зосереджена біля південних кордонів Чорногорії.
6 липня чорногорські війська перейшли кордон і вирушили у напрямку Білечі, Гацко та Мостара. Біля Невесиня османський загін Селім-паші був розбитий, але коли підійшли головні османські сили, чорногорці змушені були відступити. Османи, намагаючись догнати відступаючі війська чорногорців, потрапили у засідку біля Вучого Долу 18 липня 1876 року, де зазнали нищівної поразки, втративши більше 3 тис. чоловік, в тому числі двох пашів.
Чорногорці знову розпочали наступ на Білечу, але не змогли оволодіти нею, і відступили до своїх кордонів.
На півдні до чорногорців приєднались албанські повстанці. У битві на Фундіні 2 серпня 1876 року османські війська були розбиті. Але через значні втрати чорногорці не могли продовжувати наступ.
Після поразок сербської армії восени 1876 року Росія висунула Османській імперії ультиматум із вимогою укласти мирний договір із Сербією та Чорногорією. Проте переговори велись із кожною країною окремо. 27 лютого 1877 року Сербія уклала з Османською імперією мирний договір. Проте Чорногорія продовжувала бойові дії.
Тим часом, Росія, уклавши таємну угоду з Австро-Угорщиною (за якою Боснія і Герцеговина відходила у сферу інтересів Австро-Угорщини), 24 квітня 1877 року вступила у війну з Османською імперією. Чорногорія теж поновила активні бойові дії.
Щоб остаточно ліквідувати загрозу з цього боку, 40-тисячна османська армія під командуванням Сулейман-паші розпочала наступ на Чорногорію з Герцеговини. Назустріч їй рухалась армія з албанського напряму.
Наступ розпочався 4 червня 1877 року, але найважчі бої тривали з 18 до 26 червня. Вони увійшли в історію Чорногорії як «дев'ять найкривавіших днів» (серб. девет крвавијех дана). З великими втратами Сулейман-Паша пробився до Спужа, де з'єднався з армією, яка наступала зі сторони Албанії. Над столицею Чорногорії, Цетинє, нависла загроза нападу.
Але в цей час російські війська форсували Дунай, і Османська імперія змушена була перекинути війська Сулеймана-паші на болгарський фронт.
Після цього улітку 1878 року чорногорські війська перейшли у наступ і захопили Никшич та Білечу, але далі наступ на Боснію і Герцеговину зіштовхнувся з австро-угорським спротивом і був припинений.
Тоді чорногорські війська вирушили на південь, де захопили Подгорицю, Бар (10 січня 1878 року), Ульцинь та інші міста, що дало Чорногорії вихід до Адріатичного моря.

## Наслідки
30 січня між Чорногорією та Османською імперією. було укладене перемир'я, а 3 березня — Сан-Стефанський мирний договір. За його умовами Чорногорія отримувала повну незалежність від Османської імперії та значні територіальні надбання. Проте на Берлінському конгресі умови цього договору були суттєво переглянуті. Відповідно до підписаного договору Чорногорія визнавалась незалежною державою, але її територіальні надбання були значно зменшені. Чорногорія зберігала вихід до моря, але без права тримати військовий флот. Австро-Угорщина отримала контроль над чорногорським морським узбережжям, а також право тримати війська у Новопазарському Санджаку, розташованому між Сербією та Чорногорією, який залишався у складі Османської імперії.